# Попельнастовская сельская община
Попельнастовская сельская община (укр. Попельнастівська сільська громада) — территориальная община в Александрийском районе Кировоградской области Украины.
Административный центр — село Попельнастое.
Население составляет 7774 человек. Площадь — 732,78 км².
Община создана 23 декабря 2018 года. В соответствии с распоряжением Кабинета Министров Украины от 12 июня 2020 года, в состав общины вошли территории Александровского, Девичьепольского, Добронадиевского, Долинского, Куколовского, Михайловского, Попельнастовского, Счастливского, Травневского, Уляновского и Червонокаменского сельских советов Александрийского района.

## Населённые пункты
В состав общины входит 30 сёл:
- Попельнастое
- Александровский старостинский округ:
  - Александровка
  - Сонино
- Девичьепольский старостинский округ:
  - Девичье Поле
  - Новозолотарёвка
  - Петрозагорье
  - Трудовка
- Добронадиевский старостинский округ:
  - Добронадиевка
  - Зелёный Барвинок
  - Зелёный Гай
  - Катериновка
  - Медовое
- Долинский старостинский округ:
  - Долинское
- Куколовский старостинский округ:
  - Гулевичи
  - Куколовка
  - Соловьёвка
- Михайловский старостинский округ:
  - Михайловка
  - Пахаревка
  - Тарасовка
- Счастливский старостинский округ:
  - Счастливое
- Травневый старостинский округ:
  - Братское
  - Зелёная Балка
  - Зелёное
  - Травневое
- Ульяновский старостинский округ:
  - Староанновка
  - Тарасово-Шевченково
  - Ульяновка
  - Червоный Подол
- Червонокаменский старостинский округ:
  - Червоная Каменка
  - Ялыновка